# Wang Shuyan
Wang Shuyan (26 de febrero de 1974) es una deportista china que compitió en judo. Ganó dos medallas de oro en el Campeonato Asiático de Judo en los años 1996 y 1999.

## Palmarés internacional
| Campeonato Asiático | Campeonato Asiático          | Campeonato Asiático | Campeonato Asiático |
| Año                 | Lugar                        | Medalla             | Categoría           |
| ------------------- | ---------------------------- | ------------------- | ------------------- |
| 1996                | Ciudad Ho Chi Minh (Vietnam) | Medalla de oro      | –56 kg              |
| 1999                | Wenzhou (China)              | Medalla de oro      | –57 kg              |